# Gare de Legé
Pour les articles homonymes, voir Gare de Legé (homonymie).
La gare de Legé est une gare ferroviaire française, fermée, des lignes, à voie métrique, de Nantes à Legé et de La Roche-sur-Yon à Legé. Elle est située sur le territoire de la commune de Legé, dans le département de la Loire-Atlantique, en région Pays de la Loire.

## Situation ferroviaire
Établie à 32 mètres d'altitude, la gare terminus de Legé est située au point kilométrique (PK) 44.2 de la ligne de Nantes à Legé, après la gare de Saint-Jean-Saint-Étienne-de-Corcoué, s'intercale la halte du Moulin-Guérin.

## Histoire
La gare a été construite pour les besoins de la ligne d'intérêt local à voie métrique gérée par la Compagnie française de chemins de fer à voie étroite, venant de Nantes dont elle fut le terminus. En 1904, la ligne à destination de La Roche-sur-Yon est inaugurée et exploitée par les Tramways de la Vendée. Mais ces deux liaison ferment successivement en 1935 et 1939.

## Patrimoine ferroviaire
La gare a été depuis transformée en maison d'habitation.